# Еліана Рішпен
Еліана Рішпе́н (фр. Éliane Richepin), до шлюбу Праде́ль (фр. Pradelle; 23 листопада 1910, Париж — 9 березня 1999, Париж) — французька піаністка та композиторка класичної музики, музична педагогиня.

## Біографія
Закінчила Паризьку консерваторію, де її викладачами фортеп'яно були Жорж Фалькенберг, Альфред Корто, Маргеріт Лонґ та Ів Нат, вивчала також композицію у Анрі Бюссе. Одружилася з Трістаном Рішпеном, автором популярних пісень, синомкомпозитора Тьярко Рішпена й онуком поета Жана Рішпена.
Протягом кількох десятиліть вела інтенсивну концертну діяльність, виступивши близько 700 разів з оркестром і давши близько 1200 сольних концертів. Передусім фахово виконувала Фридерика Шопена і Клода Дебюссі. В розквіті кар'єри вправлялась також як композиторка — зокрема, Фантазія для фортеп'яно з оркестром Рішпен, вперше виконана нею з Оркестром Падлу під керівництвом Альбера Вольфа, була нагороджена премією.
Викладала в різних країнах і навчальних закладах, в тому числі в заснованому нею самою Паризькому міжнародному музичному університеті (фр. l’Université Musicale Internationale de Paris). Серед учнів Еліани Рішпен, зокрема, Роже Мюраро. 
Еліана Рішпен заснувала національний (надалі міжнародний) конкурс піаністів у Монтевідео (1963) і музичний фестиваль в Ансі (1967).